# 1939 (szám)
Az 1939 (római számmal: MCMXXXIX) az 1938 és 1940 között található természetes szám.

## A matematikában
A tízes számrendszerbeli 1939-es a kettes számrendszerben 11110010011, a nyolcas számrendszerben 3623, a tizenhatos számrendszerben 793 alakban írható fel.
Az 1939 páratlan szám, összetett szám, félprím. Kanonikus alakja 71 · 2771, normálalakban az 1,939 · 103 szorzattal írható fel. Négy osztója van a természetes számok halmazán, ezek növekvő sorrendben: 1, 7, 277 és 1939.
Az 1939 hatvanhat szám valódiosztóösszeg-függvényeként áll elő, ezek közül a legkisebb a 7469.